# 鹿又裕司
鹿又 裕司（しかまた ゆうじ、1964年9月14日 - ）は、日本の元子役・元俳優。本名は、鹿股 裕司（読み方同じ）。

## 来歴・人物
神奈川県逗子市出身。劇団ひまわり出身。声優としても活動した。

## 出演歴

### テレビドラマ
- SFドラマ 猿の軍団 第17話「悪の軍団から親子猿を救え！」（1975年、円谷プロ・TBS） - モンタ(スーツアクター) 役
- それ行け!カッチン（1975年-1976年、国際放映・TBS） - 谷川良太 役
- あかんたれ （1976年、東宝・THK） - 音松(少年期) 役
- バトルホーク 第21話「驀進！少年軍団」（1977年、12CH） - 哲也 役
- つくしんぼ （1977年、東宝・THK）
- 大江戸捜査網 第298話「獄門台に招く幻の美女」（1979年、三船プロダクション・12Ch）
- 俺はあばれはっちゃく 第40話「あばれ人形作戦」（1979年、国際放映・ANB） - 倉持純平 役
- 手錠をかけろ! 第4話（1979年、国際放映・CX）
- 獅子の時代（1980年、NHK） - 飯沼貞吉 役
- 走れ!熱血刑事 第4話「テニスコートの銃声」（1980年、勝プロダクション・ANB）
- ピーマン白書 第2話「ちょっと待て!ムリな結婚ケガのもと」（1980年、テレビマンユニオン・CX）
- 愛のホットライン 第10話「しあわせの向う側・盗聴マイクが死を呼んだ」（1981年、セントラルアーツ・CX）
- 母さんが泣いた日（1981年、CX） - 昭 役
- Gメン'75 第337話「荒れる中学生 終電車殺人事件」（1981年、東映・TBS） - 井口達也 役
- 太陽の子（1982年、NHK） - キヨシくん 役
- 特捜最前線 （東映・ANB） - 橘信一 役
  - 第313話「父と子のブルートレイン!」（1983年）
  - 第327話「オランダ坂殺人予告状!」（1983年）
  - 第336話「銀色の爪の娘たち!」（1983年）
  - 第344話「幻の父・幻の子!」（1983年）
  - 第377話「住宅街の殺人ゲーム!」（1984年）
  - 第425話「あるサラリーマンの死!」（1985年）
  - 第472話「死に憑かれた女!」（1986年）
  - 第499話「雪に消えた憎しみ」（1987年）
  - 第507話「橘警部・父と子の十字架」（1987年）
- 高校聖夫婦 第22話「赤ちゃんが欲しい」（1983年、大映テレビ・TBS）
- 暴れん坊将軍II （東映・ANB）
  - 第73話「暴走! 哀しき愚連隊」（1984年） - 直八 役
  - 第97話「衝撃! 上様がさらわれた!」（1985年） - 長太 役
- 遠山の金さん 第113話「炎の女用心棒! 黒猫のお銀」（1984年、東映・ANB） - 彦太郎 役
- 長七郎江戸日記 第42話「大江戸哀歌」（1984年、ユニオン映画・六本木オフィス・NTV） - 太吉 役
- 私鉄沿線97分署（国際放映・ANB）
  - 第24話「オレの出番だ! ロマンスだ!!」（1985年）
  - 第77話「ママさん刑事はヤリガイの女王!?」（1986年）
- 火曜サスペンス劇場/暗闇からの愛（1985年、東京映画新社・NTV）
- 木曜ドラマストリート/名探偵はひとりぼっち（1985年、大映テレビ・CX）
- 赤かぶ検事奮戦記IV 第7話「未亡人の寝室の謎」（1986年、松竹・ABC） - 内藤伊太郎 役
- あぶない刑事 第1話「暴走」（1986年、セントラルアーツ・NTV） - 今村明彦 役

### 映画
- 岸壁の母（1976年、東宝） - 端野新二(12歳期) 役
- 太陽を盗んだ男（1979年、東宝）
- 胸さわぎの放課後（1982年、東映） - 南進一 役
- 伊賀野カバ丸（1983年、東映） - 前島秀 役

### テレビアニメ
- 妖怪伝 猫目小僧（1976年、和光プロダクション・12Ch）
- あらいぐまラスカル（1977年、日本アニメーション・CX） - オスカー・サンダーランド 役
- 蒼き流星SPTレイズナー（1985年-1986年、日本サンライズ・NTV） - アーサー・カミングスJr. 役[2]